# 古町車両工場
古町車両工場（こまちしゃりょうこうじょう）は、愛媛県松山市にある伊予鉄道の車両基地・車両工場である。同社唯一の車両基地として、郊外・市内全線の車両の検査・整備を行っている。
古町駅北側に隣接しており、高浜線及び城北線の線路を挟んで西側に郊外線の工場及び留置線が、東側に市内線の工場及び留置線が設けられている。

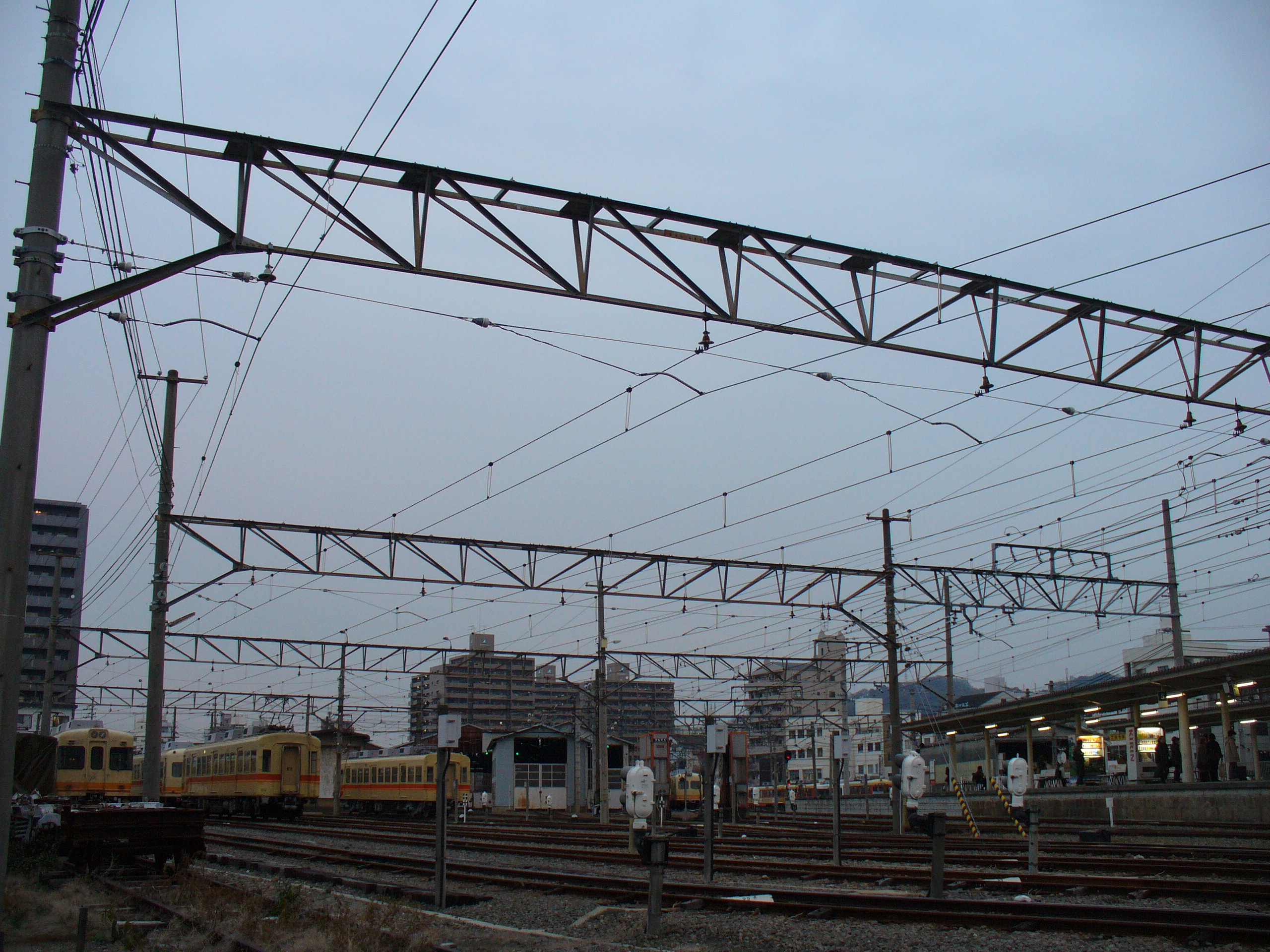
古町車両工場（全景）

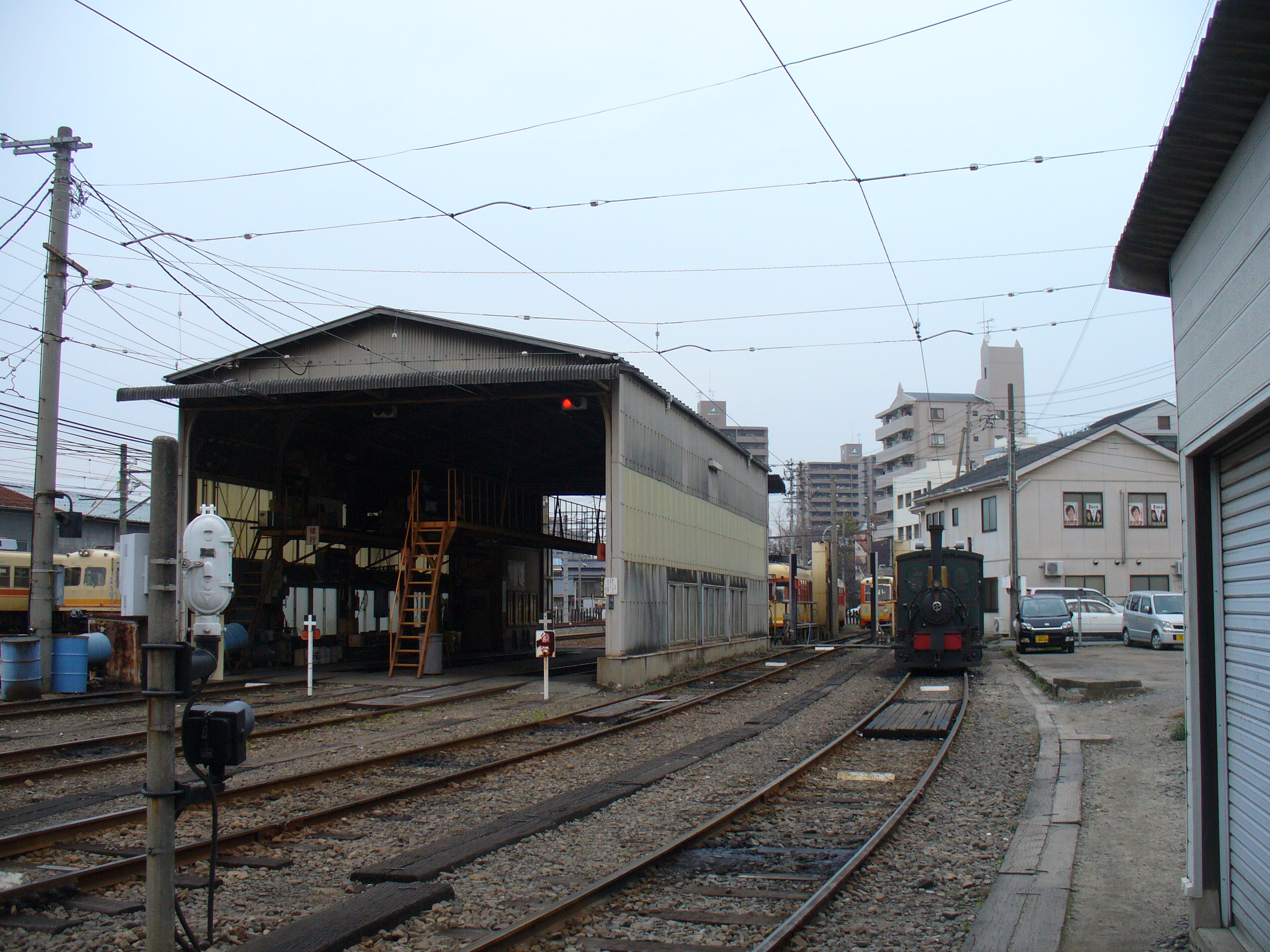
古町車両工場（市内線工場）

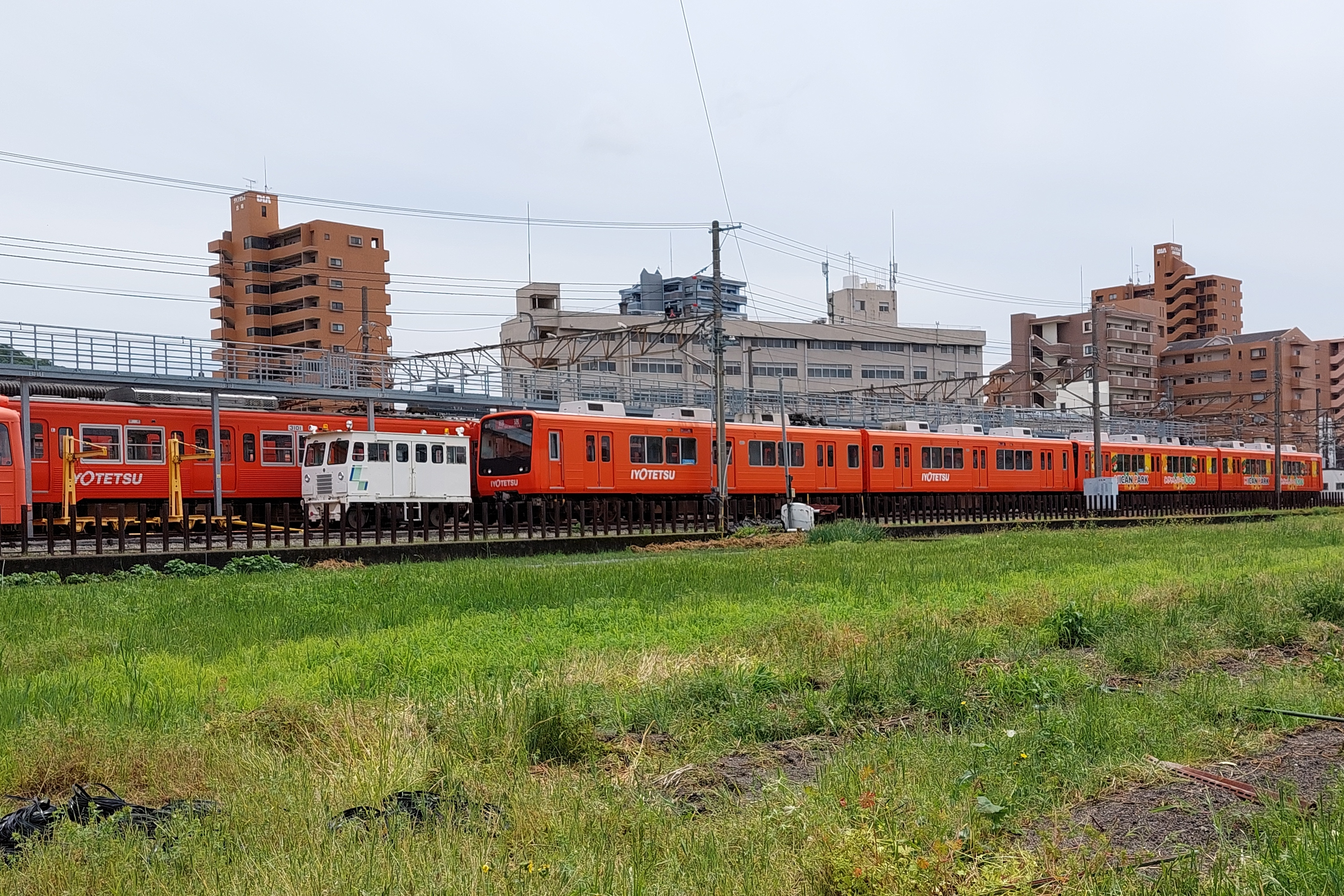
古町車両工場（西側）

## 沿革
1888年の旧・伊予鉄道の開業時には、松山駅（現・松山市駅）に機関車庫・客貨車庫が併設されていた。その後、道後鉄道・南予鉄道の合併後も、同所の車庫を増強することで対応していたが、1911年の車庫火災を経て、手狭になったことから当車庫が開設された。現在も松山市駅の西側には郊外電車の留置線があるが、車両の所属はすべて当車庫の所属となっている。
- 1911年8月 旧道後鉄道線の1,067mmへの改軌ならびに電化とともに開所
- 1927年 旧・松山電気軌道六軒家電車庫を統合。側線を増やして対応。

## 配置車両
電車91両、客車3両、内燃機関車2両、電動貨車1両の計98両が配置されている。

### 郊外線用
53両が配置されている。
3000系電車
3両編成10本が配置されている。
610系電車
2両編成2本が配置されている。
700系電車
3両編成5本、2両編成2本が配置されている。

### 市内線用
43両が配置されている。
モハ50形電車
前期形2両、後期形7両の計9両が配置されている。

モハ2000形電車
5両が配置されている。
モハ2100形電車
10両が配置されている。
モハ5000形電車
14両が配置されている
D1形ディーゼル機関車
坊っちゃん列車用の機関車（1号機）である。1両のみが配置されている。
D2形ディーゼル機関車
坊っちゃん列車用の機関車（14号機）である。1両のみが配置されている。
ハ1形客車
坊っちゃん列車用の客車である。1編成2両が配置されている。
ハ31形客車
坊っちゃん列車用の客車である。1両のみが配置されている。。

### その他
車籍は有しないが、機械扱いとしてモーターカー及びアントが配置されている。他に側線にオリジナルのハ31号2軸客車が留置されている。
長らく留置線奥に300系、600系そしてモニ30が留置されていたが、300系と600系は3000系電車の導入に先立ち2008年から2009年にかけて順次解体された。モニ30については2014年ごろに栃木県那須烏山市の「那珂川清流鉄道保存会」に引き取られて修復が進められている